# FK Gagra
FK Gagra Tbilisi är en georgisk fotbollsklubb baserad i Tbilisi. Klubben spelar för närvarande i Georgiens andradivision, Pirveli Liga, efter att säsongen 2011/2012 åkt ur Umaghlesi Liga efter ett år i högstaligan. Man vann Pirveli Liga 2010/2011 och flyttades då upp till Umaghlesi Liga. Under samma säsong tog klubben sin första större titel, då man vann den georgiska cupen. I och med cupvinsten fick klubben för första gången spela i Uefa Europa League, där klubben fick se sig slagna i den andra kvalomgången efter en 3-0-förlust borta följt av en 2-0-seger hemma mot cypriotiska Anorthosis Famagusta FC (sammanlagt 3-2 till Anorthosis). Efter en säsong i Umaghlesi Liga slutade klubben näst sist och flyttades ner igen.

## Placering tidigare säsonger
| Säsong | Nivå | Liga            | Placering | Referens    | Notering                      |
| ------ | ---- | --------------- | --------- | ----------- | ----------------------------- |
| 2017   | 2    | Erovnuli Liga 2 | 5         | [ 1 ]       |                               |
| 2018   | 2    | Erovnuli Liga 2 | 3         | [ 2 ]       |                               |
| 2019   | 2    | Erovnuli Liga 2 | 5         | [ 3 ] [ 4 ] |                               |
| 2020   | 2    | Erovnuli Liga 2 | 3         | [ 5 ]       |                               |
| 2021   | 2    | Erovnuli Liga 2 | 2         | [ 6 ]       | Uppflyttad till Erovnuli Liga |
| 2022   | 1    | Erovnuli Liga   | 9         | [ 7 ] [ 8 ] | Nedflyttningskval             |
| 2023   | 1    | Erovnuli Liga   | 7         | [ 9 ]       |                               |